# داء الملسنات
داء المُلسَّنات (بالإنجليزية: Linguatulosis)‏ هوَ مرض يُسببه طُفيل الملسنة المشرشرة، وتُعتبر آكلات اللحوم مِثل الكَلب وَابن آوى المُضيف النهائي لهذا الطُفيل، ولهذا السبب تُسمى هذه الطفيليات في بعض الأحيان باسم «ديدان لسان الكَلب».
بشكلٍ عام، يُمكن اعتبار داء المُلسنات شكل من أشكال «داء الخمساوات»، والذي يَضم جميع الأمراض التي تُسببها خماسيات الثقوب بما في ذلك داء السرسميات.
عادةً ما يتم اكتشاف هذا المرض عن طريق الصُدفة أثناء تشريح الجثة، وذلك لأنَّ هذا المرض غالباً يؤثر على الجسم من غير حدوث أعراض لَه، ومن الأمثلة على ذلك أنَّ عمليات تشريح الكبد في أوائل القرن العشرين في برلين أظهرت مُعدل إصابة بهذا المَرض ما يُقارب 12% من الحالات التي تم التعامل معها.
يُصاب البشر عادةً بهذا المرض عبر طريقتين، فإما أن يكون الإنسان مُضيف متوسط (داء الملسنات الحشوي) أو أن يكون مُضيف نهائي (داء الملسنات البلعومي الأنفي).

## الأعراض
يحدث هذا المرض عادةً من غير أعراض ما لم تكن هُناك مضاعفات أو عدوى شديدة، ولكن بالرغم من ذلك، فَإنَّ بعض الحالات المُسجلة أظهرت بعض الأعراض والتي تتضمن: زكام مَصحوب بألم، حَكة في منطقة الحَلق والأذنين، سُعال، نفث الدم وَقيء، بالإضافة إلى عُطاس ونزيف وضيق في النفس والتهاب.

## الانتقال
يؤدي تَناول الكَبد غير المَطهي أو شبه المَطهي أو تناول الغدد اللمفاوية المُصابة بحوراء الملسنة المشرشرة إلى حُدوث أعراض شديدة للمرض في بلعوم الإنسان، وفي بعض الأحيان يحدث تضخم في العقد اللمفاوية الموجودة في العُنق وأسفل الفَك السُفلي، وبالتالي تؤدي إلى تورم وانتفاخ 
العُنق. قد تحدث بعض المُضاعفات للمرض والتي تتضمن حُدوث خراجات في القنوات السَمعية وَشلل الوجه وَتضخم اللوزتين مما يؤدي إلى الاختناق، وتُعرف الحالات التي يُوجد فيها هذه الأعراض في لبنان والدول المُجاورة لها باسم «داء الحلزون».
تعتبر الجمال وَجواميس الماء في مصر من مصادر العدوى للكلاب، وغالباً ما تكون هذه الحيوانات مُرافقة لسكان المناطق الصحراوية وشِبه الصحراوية والتي ينتشر فيها الرَعي، وتنتشر في نفس المناطق الكلاب أيضاً، وبالتالي تُعتبر هذه الحيوانات مصدر عدوى للكلاب والكلاب مصدر عدوى للإنسان الذي قد يكون مُضيف مُتوسط أو نهائي.

## العلاج
يمكن استخدام المضادات الحيوية لعلاج العدوى الثانوية الناجمة عن الطُفيلي، ولكن تُعتبر عملية الإزالة الجراحية الطَريقة الوحيدة للتخلص بشكل كامل من الطُفيليات.